# KBO 리그 삼진 관련 기록

## 통산 기록

### 개인 타자 통산 최다 삼진 순위
(진한 색 줄은 현역)
| 순위 | 홈런 수 | 선수 | 소속 | 기간 | 시즌 수 | 통산 경기수 | 주석 및 기타 |
| 1    |         |      |      |      |         |             |              |

## 한 경기 기록

#### 한 경기 개인 최다 삼진 기록 추이
| 기록 | 선수 | 소속 | 날짜      | 구장 | 상대팀 | 상대 투수 | 경기 결과 | 주석 및 기타 |
| 17개 |      |      | 2010.5.11 |      | LG     |           | 3:1       |              |
|      |      |      |           |      |        |           |           |              |